# Cattleya maxima
Espèce
Synonymes
- Epidendrum maximum
(Lindl.) Rchb.f. in W.G.Walpers, 1861
- Cattleya maxima var. aphlebia
 Rchb.f., 1884
- Cattleya malouana Linden, 1885
- Cattleya maxima var. backhousii
 Rchb.f., 1885
- Cattleya maxima var. hrubyana
 L.Linden & Rodigas, 1885
- Cattleya maxima var. marchettiana
 B.S.Williams, 1891

Statut CITES
Cattleya maxima est une espèce d'orchidées dont il existe d'assez nombreux cultivars.
Elle peut atteindre 70 cm de haut et son inflorescence compter 25 fleurs (mais plus souvent de 3 à 15). Les fleurs sont blanches, rose ou violette mais ont toutes une bande jaune centrale au niveau du labelle.
Elle est originaire de Colombie, Équateur, Pérou et Venezuela.

## Hybrides
- Cattleya Dominiana (Cattleya maxima × Cattleya intermedia)
- Cattleya Chloris (Cattleya maxima × Cattleya bowringiana)
- Cattleya Eclipse (Cattleya maxima × Cattleya skinneri)
- Cattleya Miss Endicott (Cattleya maxima × Cattleya loddigesii)
- Cattleya Vestalis (Cattleya maxima × Cattleya dowiana)
- Cattleya Milleri (Cattleya maxima × Cattleya gaskelliana)
- Cattleya Mrs. Theodora (Cattleya maxima × Cattleya aclandiae)
- Cattleya Hester (Cattleya maxima × Cattleya harrisoniana)
- Cattleya Oviedo (Cattleya maxima × Cattleya schilleriana)
- Cattleya Adrienne de Wavrin (Cattleya maxima × Cattleya warszewiczii)
- Cattleya Milo (Cattleya maxima × Cattleya mossiae)
- Cattleya Percimax (Cattleya maxima × Cattleya percivaliana)
- Cattleya Blanche (Cattleya maxima × Cattleya labiata)
- Cattleya Shinjik (Cattleya maxima × Cattleya trianae)
- Cattleya Striata (Cattleya maxima × Cattleya granulosa)
- Cattleya Coloramax (Cattleya maxima × Cattleya bicolor)
- Cattleya Elisabeth Fochem (Cattleya maxima × Cattleya araguaiensis)
- Cattleya Martina Wolff (Cattleya maxima × Cattleya forbesii)
- Cattleya Walter Wolff (Cattleya maxima × Cattleya violacea)